# Espelma

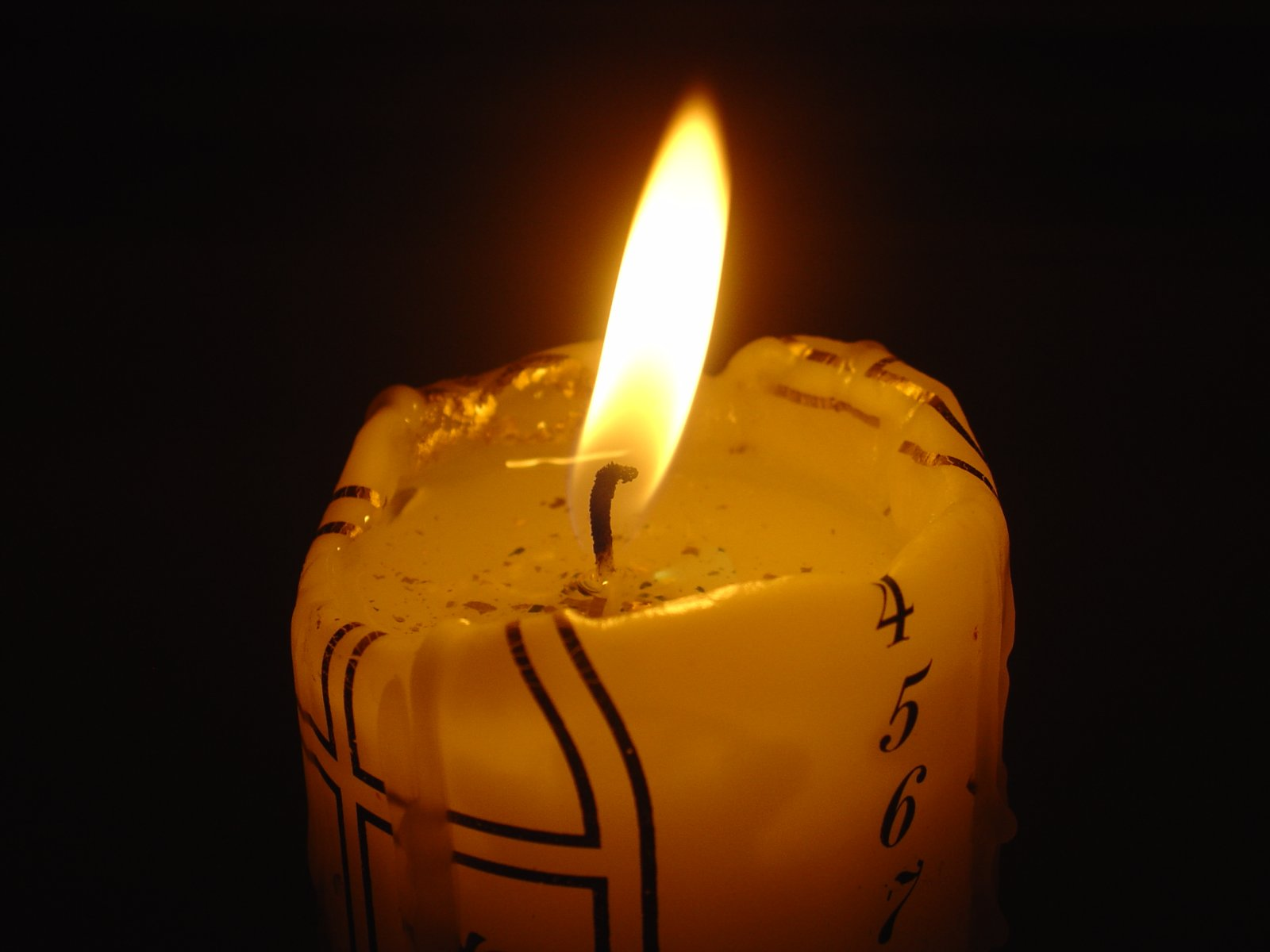
Espelma calendari assenyalant el 4 de desembre

Una espelma és una metxa inflamable incrustada en cera, o una altra substància sòlida inflamable com el sèu, que proporciona llum i, en alguns casos, una fragància. Una espelma també pot proporcionar calor o un mètode per mantenir el temps.
S'han inventat diversos dispositius per subjectar espelmes, des de simples canelobres de sobretaula, també coneguts com a porta-espelmes, fins a canelobres i canelobres elaborats.
Perquè una espelma es cremi, s'utilitza una font de calor (normalment una flama d'un encenedor) per encendre la metxa de l'espelma, que es fon i vaporitza una petita quantitat de combustible (la cera). Un cop vaporitzat, el combustible es combina amb l'oxigen de l'atmosfera per encendre's i formar una flama constant. Aquesta flama proporciona calor suficient per mantenir l'espelma encesa mitjançant una cadena d'esdeveniments autosostenida: la calor de la flama fon la part superior de la massa de combustible sòlid; el combustible liquat es mou cap amunt a través de la metxa mitjançant acció capil·lar; el combustible liquat finalment es vaporitza per cremar-se dins de la flama de l'espelma.
A mesura que el combustible (cera) es fon i es crema, l'espelma es fa més curta. Les parts de la metxa que no emeten combustible vaporitzat es consumeixen a la flama. La incineració de la metxa limita la longitud de la part exposada de la metxa, mantenint així una temperatura de combustió i una taxa de consum de combustible constants. Algunes metxes requereixen tallar regularment amb unes tisores (o un tallador especialitzat), normalment fins a un quart de polzada (~0,7 cm), per afavorir una combustió més lenta i constant, i també per evitar fum. A les espelmes modernes, la metxa es construeix de manera que es corba mentre es crema. Això garanteix que l'extrem de la metxa rep oxigen i després sigui consumit pel foc.

## Característiques

### Llum

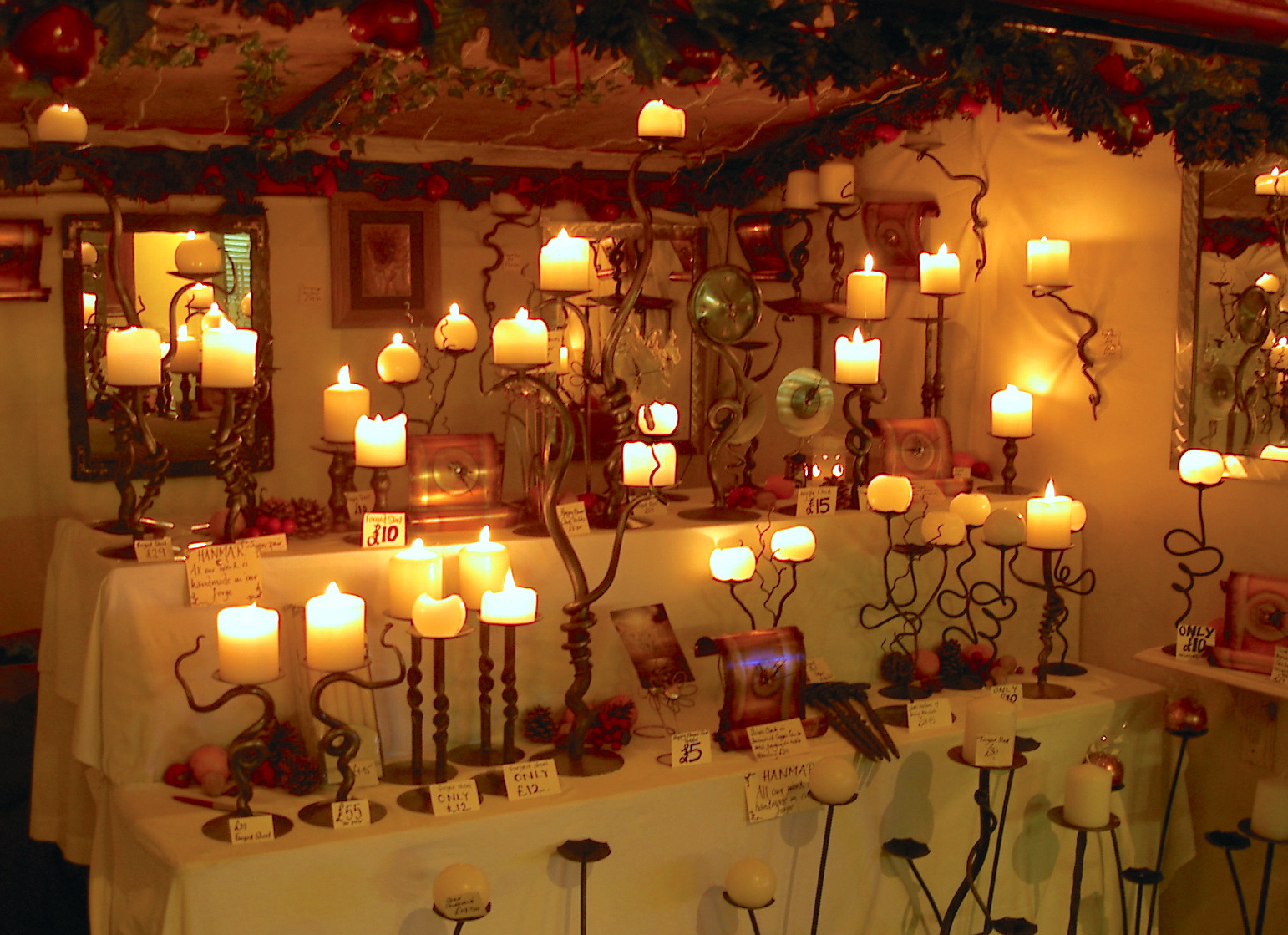
Una habitació il·luminada per la resplendor de moltes espelmes.

Segons els mesuraments d'una espelma de cera de parafina de tipus cònic, una espelma moderna sol cremar a una velocitat constant d'uns 0,1 g/min, alliberant calor a uns 80 W. La llum produïda és d'uns 13lumens, per a una eficàcia lluminosa d'uns 0,16 lumens per watt (eficàcia lluminosa d'una font) - gairebé cent vegades inferior a la d'una bombeta incandescent. Si una font d'1 candela emetés uniformement en totes direccions, el flux radiant total seria només d'uns 18,40 mW.
La intensitat lluminosa d'una espelma típica és d'aproximadament una candela. La unitat SI, la candela, es basava en una unitat més antiga anomenada candlepower, que representava la intensitat lluminosa emesa per una vela fabricada segons unes especificacions concretes (una "espelma estàndard"). La unitat moderna es defineix de manera més precisa i repetible, però es va triar de manera que la intensitat lluminosa d'una espelma seguís d'aproximadament una candela.

### Temperatura
Plantilla:Vt
La part més calenta de la flama d'una espelma es troba just per sobre de la part blava molt apagada a un costat de la flama, a la base. En aquest punt, la flama és a uns 1.400 graus Celsius. Tot i això, aquesta part de la flama és molt petita i allibera poca energia calorífica. El color blau es deu a la quimioluminescència, mentre que el color groc visible es deu a l'emissió radiativa de les partícules calentes de sutge. El sutge es forma mitjançant una sèrie de reaccions químiques complexes, que van des de la molècula de combustible a través del creixement molecular, fins que es formen compostos d'anells de diversos carbonis. L'estructura tèrmica d´una flama és complexa, centenars de graus en distàncies molt curtes condueixen a gradients de temperatura extremadament pronunciats. De mitjana, la temperatura de la flama és d'aproximadament 1.000 graus Celsius. La temperatura de color és d'aproximadament 1.000 K.

### Flama d'una espelma

Cinc zones de la flama d'una espelma domèstica estàndard

La flama d'una espelma es forma perquè la cera es vaporitza en cremar-se. Es considera que una flama de vela té entre tres i cinc regions o "zones":
- Zona I: és la part no lluminosa, més baixa i freda de la flama de la vela. Es troba al voltant de la base de la metxa, on no hi ha prou oxigen perquè cremi el combustible. Les temperatures ronden els 600 graus Celsius.
- Zona II - és la zona blava, que envolta la base de la flama. Aquí el subministrament d'oxigen és abundant i el combustible crema net i blau. És la calor d'aquesta zona la que fa que la cera es fongui. La temperatura ronda els 800 graus Celsius.
- Zona III - la zona fosca és una regió directament per sobre de la metxa que conté cera sense cremar. Aquí té lloc la piròlisi. La temperatura és al voltant de 1.000 graus Celsius
- Zona IV - la zona mitjana o zona lluminosa és groga/blanca i està situada damunt de la zona fosca. És la zona més lluminosa, però no la més calenta. Es tracta d'una zona amb poc oxigen, que no és suficient per cremar tot el vapor de cera que s'enlaira per sota, per la qual cosa la combustió és parcial. La zona també conté partícules de carboni sense cremar. La temperatura ronda els 1.200 graus Celsius.
- Zona V - La zona exterior o vel no lluminós envolta la Zona IV. Aquí, la flama està al punt més calent, al voltant de 1.400 graus Celsius, i es produeix la combustió completa. És de color blau clar, encara que la majoria és invisible.[3][4]

El determinant principal de l'alçada de la flama d'una espelma és el diàmetre de la metxa. Això es posa de manifest a les espelmes de te, en què la metxa és molt fina i la flama molt petita. Les espelmes la finalitat principal de les quals és la il·luminació utilitzen una metxa molt més gruixuda.

## Fabricació
La manera més antiga coneguda per fabricar espelmes consisteix en la suspensió de l'espelma, en un recipient on s'allotja cera (o greix) congelada. Es treu l'espelma del recipient i s'espera fins que es fongui quan s'escalfa. Es repeteix aquest procés diverses vegades sobre la mateixa espelma fins a obtenir el gruix buscat. Encara es fabriquen algunes espelmes artesanals d'aquesta manera, encara que la major part es fabriquen mitjançant motlles i maquinària a les fàbriques.

## Història

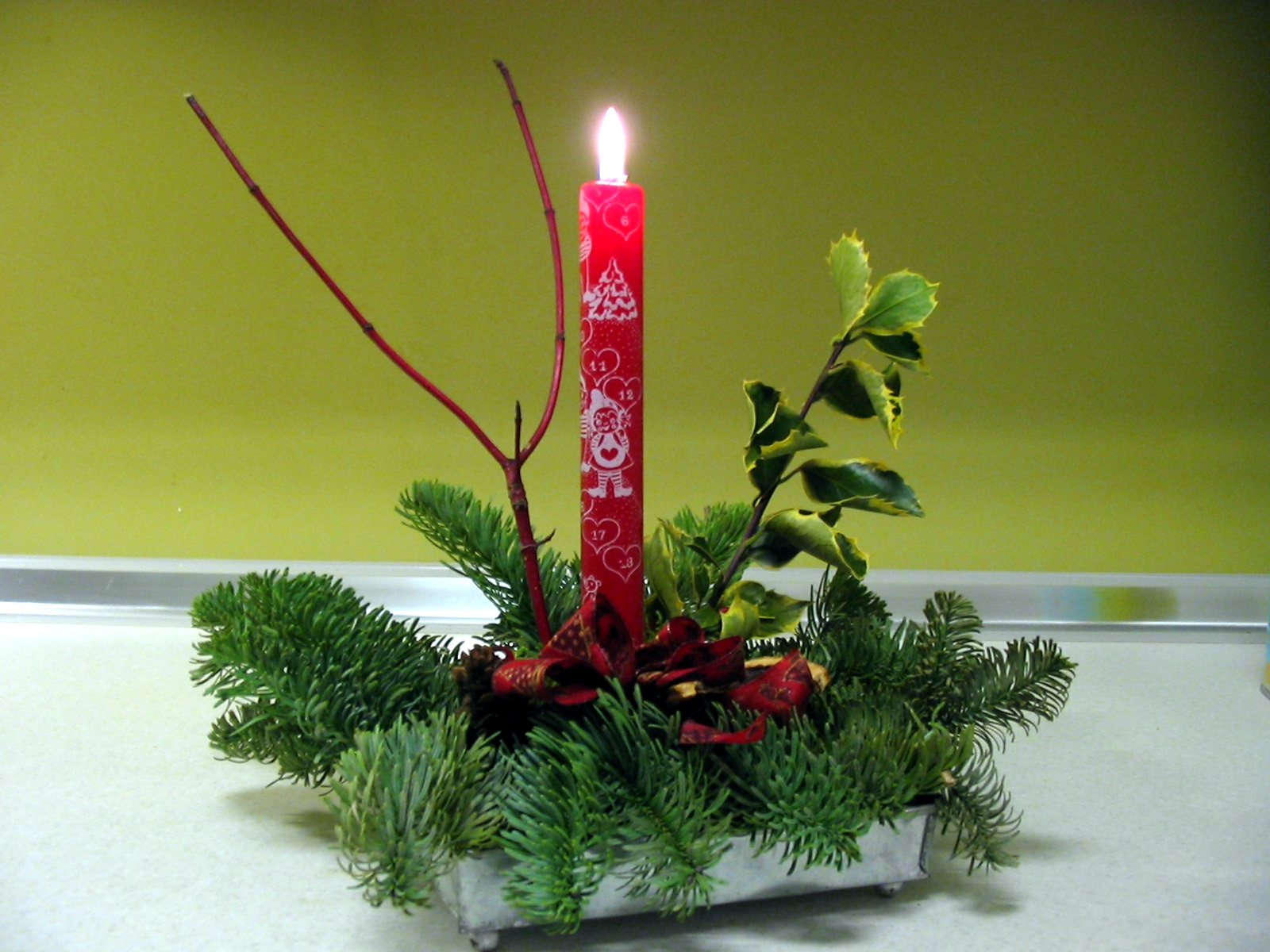
Una espelma de Nadal

Abans de l'espelma, la gent utilitzava làmpades d'oli en què una metxa encesa descansava en un recipient d'oli líquid. Els romans van començar a fer veritables espelmes submergides amb sèu, a partir del 500 aC. Les espelmes europees de l'antiguitat es feien amb diverses formes de greix natural, sèu i cera. A l'antiga Roma, les espelmes es feien de sèu a causa del cost prohibitiu de la cera d'abelles. També poden haver existit a l'antiga Grècia, però la terminologia imprecisa fa que sigui difícil de determinar. Les primeres espelmes supervivents es van originar a la Xina de dinastia Han al voltant del 200 aC. Aquestes primeres espelmes xineses estaven fetes amb greix de balena.
Durant l'Edat Mitjana, les espelmes de sèu eren més utilitzades. Al segle xiii, la fabricació d'espelmes s'havia convertit en una artesania gremial a Anglaterra i França. Els fabricants d'espelmes anaven de casa en casa fent espelmes amb els greixos de la cuina estalviats per a aquest propòsit, o fabricaven i venien les seves pròpies espelmes en petites botigues d'espelmes. La cera d'abelles, en comparació amb el sèu d'origen animal, es cremava netament, sense flama fumada. Les espelmes de cera d'abella eren cares i relativament poques persones es podien permetre el luxe de cremar-les a les seves cases a l'Europa medieval. Tanmateix, s'utilitzaven àmpliament per a cerimònies de l'església.
Als segles xviii i xix, una substància cerosa produïda pel catxalot, es va utilitzar per produir una espelma superior que cremava més temps, més brillant i sense olor ofensiu. Més tard, al segle xviii, l'oli de colza es va utilitzar com a substituts molt més barat.

### Era moderna
La fabricació d'espelmes es va convertir en un mercat de masses industrialitzat a mitjans del segle xix. El 1834, Joseph Morgan, un peltrer de Manchester, Anglaterra, va patentar una màquina que va revolucionar la fabricació d'espelmes. Va permetre la producció contínua d'espelmes modelades mitjançant l'ús d'un cilindre amb un pistó mòbil per expulsar les espelmes a mesura que es solidificaven. Aquesta producció mecanitzada més eficient produïa unes 1.500 espelmes per hora. Això va permetre que les espelmes fossin una mercaderia assequible per a les masses. Els fabricants d'espelmes també van començar a fabricar metxes amb fils de cotó ben trenats. Aquesta tècnica fa que les metxes s'enrossin a mesura que es cremen, mantenint l'alçada de la metxa i, per tant, la flama. Com que gran part de l'excés de metxa s'incinera, aquestes s'anomenen metxes "autoconsumidores".
A mitjans de la dècada de 1850, James Young va aconseguir destil·lar cera de parafina a partir d'esquists de carbó i petroli a Bathgate a West Lothian i va desenvolupar un mètode de producció comercialment viable. La parafina es podria utilitzar per fer espelmes barates d'alta qualitat. Era una cera de color blanc blavós, que cremava net i no deixava cap olor desagradable, a diferència de les espelmes de sèu. A finals del segle xix, les espelmes es feien amb cera de parafina i àcid esteàric.
A finals del segle xix, Price's Candles, amb seu a Londres, era el fabricant d'espelmes més gran del món. Fundada per William Wilson l'any 1830, l'empresa va ser pionera en la implementació de la tècnica de destil·lació de vapor, i així va poder fabricar espelmes a partir d'una àmplia gamma de matèries primeres, com ara greix de la pell, greix dels ossos, oli de peix i greixos industrials.
Malgrat els avenços en la fabricació d'espelmes, la indústria de les espelmes va disminuir ràpidament amb la introducció de mètodes superiors d'il·luminació, com ara querosè i làmpades i la invenció de 1879 de la bombeta incandescent. A partir d'aquest moment, les espelmes van passar a ser comercialitzades com un element més decoratiu.

### Candelers de cera de Barcelona
L'any 1301 hi havia quatre candelers de cera al Consell municipal. Les ordinacions de l'any 1321 regulaven la qualitat del cotó de les metxes de les espelmes de cera fabricades a Barcelona.

## Ús

Abans de la invenció de la il·luminació elèctrica, les espelmes i les làmpades d'oli s'utilitzaven habitualment per a la il·luminació. A les zones sense electricitat, encara s'utilitzen habitualment. Fins al segle xx, les espelmes eren més habituals al nord d'Europa. Al sud d'Europa i al Mediterrani predominaven els llums d'oli.
Al món desenvolupat d'avui, les espelmes s'utilitzen principalment pel seu valor estètic i perfum, particularment per crear un ambient suau, càlid o romàntic, per a il·luminació d'emergència durant fallades de corrent elèctrica i amb finalitats religioses o rituals.
La pandèmia de la Covid-19 i els confinaments garantits van provocar un augment espectacular de les vendes d'espelmes aromàtiques, difusors i aerosols per a ambients.
Amb la combustió bastant consistent i mesurable d'una espelma, un ús comú de les espelmes era indicar l'hora. L'espelma dissenyada per a aquest propòsit podria tenir mesures de temps, generalment en hores, marcades al llarg de la cera. La dinastia Song a la Xina (960–1279) va utilitzar rellotges d'espelmes.
Al segle xviii, es feien rellotges d'espelma amb pesos col·locats als costats de l'espelma. Quan l'espelma es fonia, els pesos van caure i van fer soroll mentre van caure en un bol.
En els dies previs al Nadal, algunes persones cremen una espelma una quantitat determinada per representar cada dia, tal com marca l'espelma. El tipus d'espelma que s'utilitza d'aquesta manera s'anomena espelma d'Advent, encara que aquest terme també s'utilitza per referir-se a una espelma que s'utilitza en una corona d'Advent.
Les espelmes també s'utilitzen per a decorar els pastissos d'aniversari o altres tipus de pastissos, aquestes espelmes es decoren amb colors vistosos i poden tenir formes de números.

## Components

### Cera
Durant la major part de la història registrada, les espelmes es feien amb sèu (obtingut amb carn de vedella o greix de xai) o cera d'abella. Des de mitjans del 1800 també es feien a partir d'espermaceti, una substància cerosa derivada del catxalot. Les espelmes també es feien amb estearina (fabricada inicialment amb greixos animals però ara es produeix gairebé exclusivament a partir de ceres de palma). Avui dia, la majoria de les espelmes estan fetes de cera de parafina, un subproducte de la refinació del petroli.Les espelmes també es poden fer amb cera microcristal·lina, cera d'abella (un subproducte de la recollida de mel), gel (una barreja de polímer i oli mineral) o algunes ceres vegetals (generalment cera de palma, carnauba o soja).
La mida de la flama i la velocitat de combustió corresponent estan controlades en gran part per la metxa de la vela. El tipus de cera també afecta la velocitat de combustió, amb la cera d'abelles i la cera de coco cremanen més temps que la parafina o la cera de soja.
Els mètodes de producció utilitzen l'emmotllament per extrusió. Els mètodes de producció més tradicionals impliquen la fusió del combustible sòlid mitjançant l'aplicació controlada de calor. A continuació, s'aboca el líquid en un motlle o s'hi submergeix repetidament una metxa per crear una espelma cònic immergida. Sovint s'afegeixen olis aromàtics, olis essencials o colorants a base d'anilina.

### Metxa
La metxa d'una espelma funciona per acció capil·lar, arrossegant la cera fosa o el combustible fins a la flama. Quan el combustible líquid arriba a la flama, es vaporitza i es crema. La metxa de l'espelma influeix en com es crema l'espelma. Les característiques importants de la metxa inclouen el diàmetre, la rigidesa, la resistència al foc i la connexió.
Una metxa d'espelma és un tros de corda o corda que subjecta la flama d'una espelma. Les metxes comercials estan fetes de cotó trenat. La capil·laritat de la metxa determina la velocitat a la qual l'hidrocarbur fos es transporta a la flama. Si la capil·laritat és massa gran, la cera fosa flueix pel costat de l'espelma. Sovint s'infonen les metxes amb una varietat de productes químics per modificar les seves característiques de combustió. Per exemple, normalment és desitjable que la metxa no brilli després d'apagar la flama. Els agents típics són nitrat d'amoni i sulfat d'amoni.

## Accessoris

### Porta espelmes

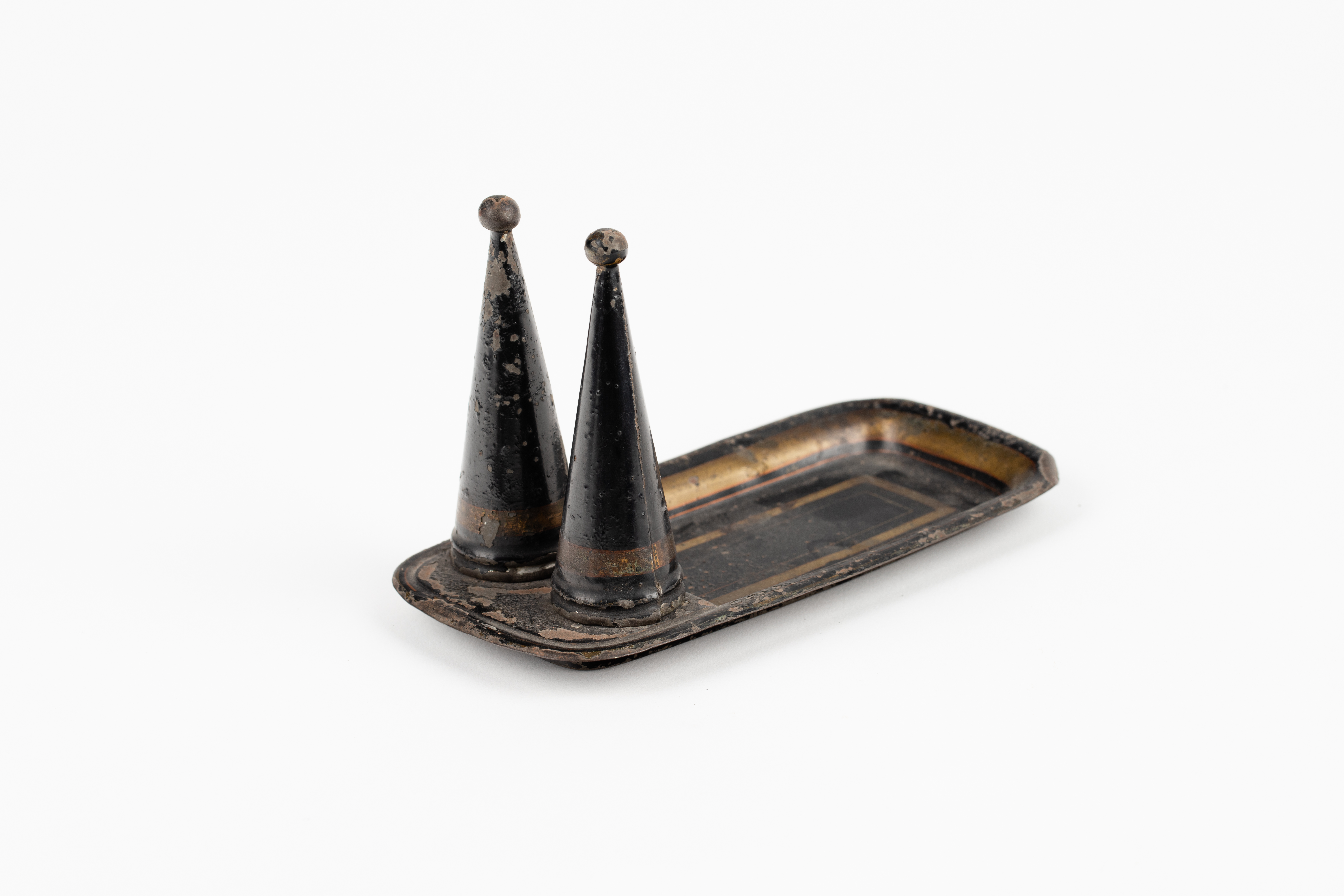
Apaga espelmes

Els portaespelmes decoratius, especialment els que tenen forma de pedestal, s'anomenen canelobres; si es mantenen diverses espelmes. La paraula aranya de vegades s'utilitza ara per descriure un aparell penjat dissenyat per contenir múltiples cònics. Molts portaespelmes utilitzen un suport hermètic per mantenir l'espelma en posició vertical. En aquest cas, una espelma una mica massa ampla no cabrà al suport i una espelma una mica massa estreta trontollarà. Les espelmes massa grans es poden retallar perquè encaixin amb un ganivet; les espelmes massa petites es poden equipar amb paper d'alumini. Tradicionalment, les espelmes i els porta espelmes es feien al mateix lloc, de manera que tenien una mida adequada, però el comerç internacional ha combinat l'espelma moderna amb els portaespelmes existents, cosa que fa que l'espelma mal ajustada sigui més habitual.

### Apaga espelmes
Els apaga espelmes són instruments que s'utilitzen per apagar les espelmes enceses sufocant la flama amb una petita tassa metàl·lica que està suspesa d'un mànec llarg, privant així d'oxigen. Un significat més antic fa referència a una eina semblant a una tisora que s'utilitza per tallar la metxa d'una espelma. Amb habilitat, això es podria fer sense apagar la flama.